# V391 Большой Медведицы
V391 Большой Медведицы (лат. V391 Ursae Majoris) — одиночная переменная звезда в созвездии Большой Медведицы на расстоянии приблизительно 1425 световых лет (около 437 парсеков) от Солнца. Видимая звёздная величина звезды — от +11,7m до +11,25m.

## Характеристики
V391 Большой Медведицы — эруптивная переменная звезда типа RS Гончих Псов (RS).